# 西永福駅
西永福駅（にしえいふくえき）は、東京都杉並区永福三丁目にある、京王電鉄井の頭線の駅である。井の頭北管区所属。駅番号はIN10。

## 年表
- 1933年（昭和8年）8月1日：帝都電鉄の駅として開設。
- 1940年（昭和15年）5月1日：小田原急行鉄道と合併、同社帝都線の駅となる。
- 1942年（昭和17年）5月1日：小田急電鉄が東京急行電鉄（大東急）に併合。
- 1948年（昭和23年）6月1日：東急から京王帝都電鉄が分離し、同社井の頭線の駅となる。
- 2008年（平成20年）3月25日：橋上駅舎化。

## 駅構造
島式ホーム1面2線を有する地上駅。
以前は、改札口は南口1か所で、ホームと駅舎間は地下道で連絡していた。その後、バリアフリー対応と踏切による交通障害を解消するため、橋上駅舎化（北口開設・エスカレータやエレベーター新設）と駅南北自由通路新設が決定し、2007年（平成19年）10月より工事を開始し、同年12月16日より橋上駅舎改札、北口（北口エスカレータ・エレベーター・階段）、改札内エスカレータ・エレベーターが使用開始した。翌2008年3月25日からは、南口（エスカレータ・エレベーター・階段）も使用開始した。なお、北口のエスカレータはスペースの都合上、上り方向のみの設置である。
改築前はトイレが駅構内にはなく、駅前広場にあった杉並区管理の公衆便所を利用するようになっていたが、橋上駅舎竣工後は2F改札口内に新設され、ユニバーサルデザインの一環として「だれでもトイレ」も併設されている。南口改札外にあった売店は工事前に閉店した。
隣駅の永福町駅とは700mしか離れておらず、浜田山駅も含めて両駅のプラットホームが見える。

### のりば
| 番線 | 路線     | 方向 | 行先                             |
| ---- | -------- | ---- | -------------------------------- |
| 1    | 井の頭線 | 下り | 久我山・吉祥寺方面               |
| 2    | 井の頭線 | 上り | 永福町・明大前・下北沢・渋谷方面 |

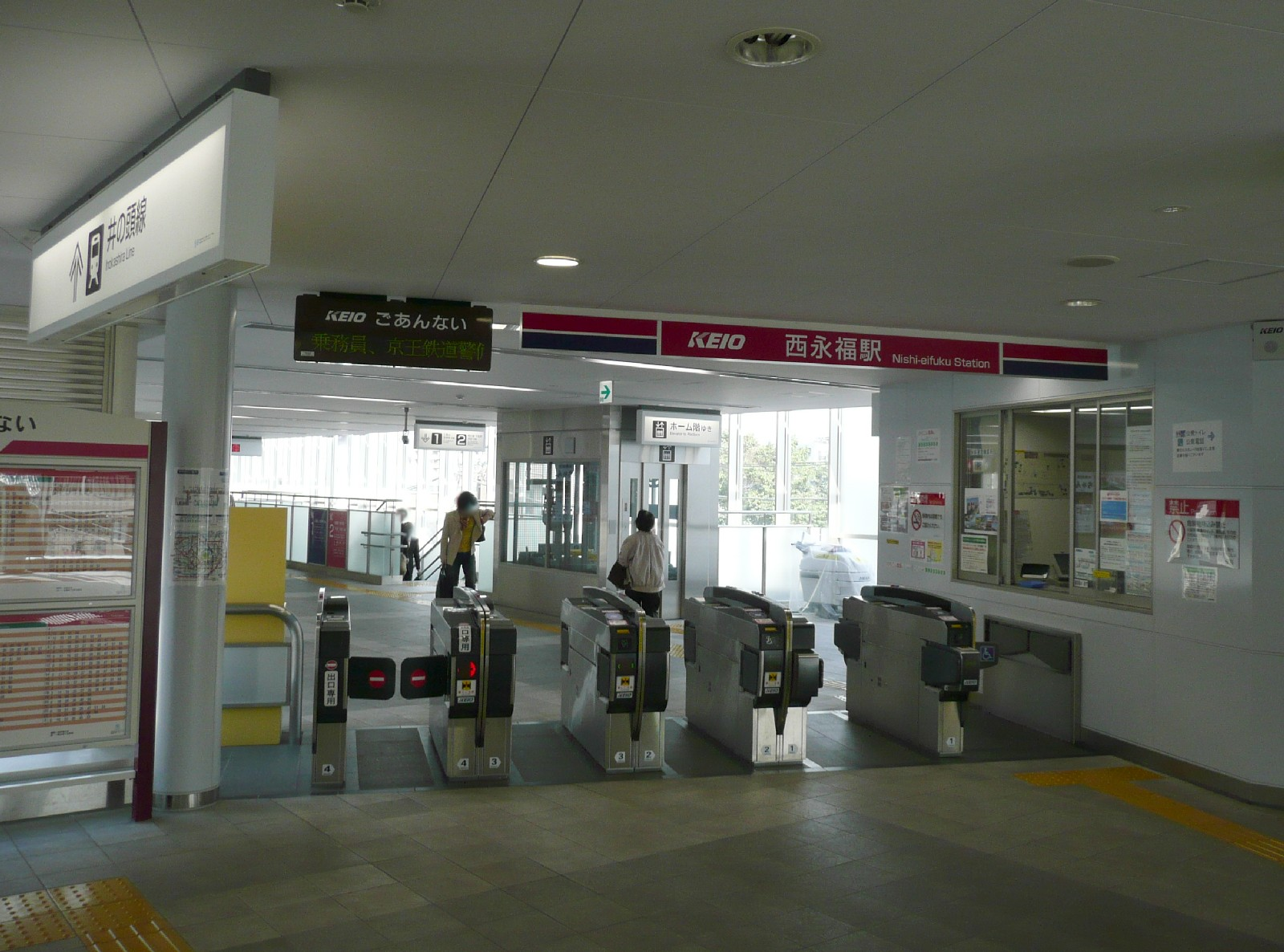
改札口（2008年10月）
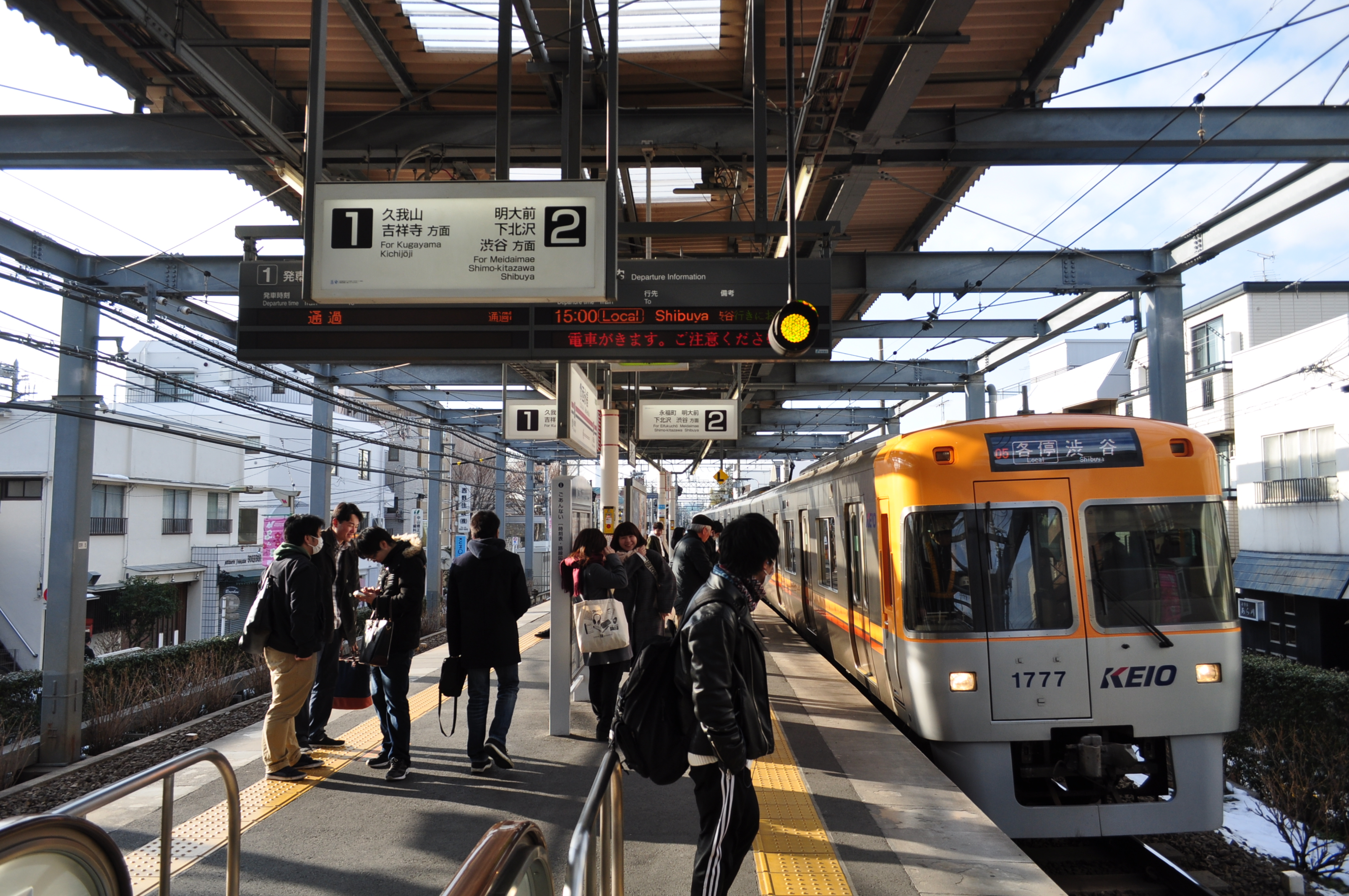
上り線ホーム（2018年1月29日）
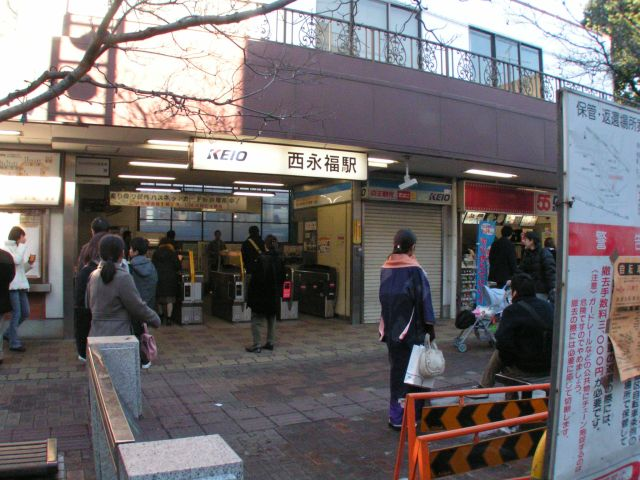
南口（改良工事前の2005年1月2日撮影）

## 利用状況
2024年度（令和6年度）の1日平均乗降人員は17,596人である。
近年の1日平均乗降・乗車人員の推移は以下の通り。
| 年度               | 1日平均 乗降人員 | 1日平均 乗車人員 | 出典     |
| ------------------ | ---------------- | ---------------- | -------- |
| 1955年（昭和30年） | 9,559            |                  |          |
| 1960年（昭和35年） | 13,109           |                  |          |
| 1965年（昭和40年） | 17,705           |                  |          |
| 1970年（昭和45年） | 21,097           |                  |          |
| 1972年（昭和47年） | 23,458           |                  |          |
| 1975年（昭和50年） | 26,320           |                  |          |
| 1980年（昭和55年） | 20,733           |                  |          |
| 1985年（昭和60年） | 20,597           |                  |          |
| 1990年（平成02年） | 20,081           | 9,997            | [ * 1 ]  |
| 1991年（平成03年） |                  | 10,369           | [ * 2 ]  |
| 1992年（平成04年） |                  | 10,595           | [ * 3 ]  |
| 1993年（平成05年） |                  | 10,781           | [ * 4 ]  |
| 1994年（平成06年） |                  | 10,616           | [ * 5 ]  |
| 1995年（平成07年） | 21,160           | 10,563           | [ * 6 ]  |
| 1996年（平成08年） | 20,811           | 10,493           | [ * 7 ]  |
| 1997年（平成09年） | 20,398           | 10,271           | [ * 8 ]  |
| 1998年（平成10年） | 20,090           | 10,071           | [ * 9 ]  |
| 1999年（平成11年） | 19,526           | 9,768            | [ * 10 ] |
| 2000年（平成12年） | 19,430           | 9,614            | [ * 11 ] |
| 2001年（平成13年） | 19,126           | 9,540            | [ * 12 ] |
| 2002年（平成14年） | 18,709           | 9,249            | [ * 13 ] |
| 2003年（平成15年） | 18,975           | 9,369            | [ * 14 ] |
| 2004年（平成16年） | 18,676           | 9,222            | [ * 15 ] |
| 2005年（平成17年） | 18,381           | 9,156            | [ * 16 ] |
| 2006年（平成18年） | 18,077           | 9,066            | [ * 17 ] |
| 2007年（平成19年） | 18,309           | 9,180            | [ * 18 ] |
| 2008年（平成20年） | 18,733           | 9,436            | [ * 19 ] |
| 2009年（平成21年） | 18,736           | 9,436            | [ * 20 ] |
| 2010年（平成22年） | 18,620           | 9,384            | [ * 21 ] |
| 2011年（平成23年） | 18,087           | 9,101            | [ * 22 ] |
| 2012年（平成24年） | 18,132           | 9,137            | [ * 23 ] |
| 2013年（平成25年） | 18,099           | 9,129            | [ * 24 ] |
| 2014年（平成26年） | 17,953           | 9,060            | [ * 25 ] |
| 2015年（平成27年） | 18,158           | 9,164            | [ * 26 ] |
| 2016年（平成28年） | 18,118           | 9,145            | [ * 27 ] |
| 2017年（平成29年） | 18,377           | 9,268            | [ * 28 ] |
| 2018年（平成30年） | 18,774           | 9,471            | [ * 29 ] |
| 2019年（令和元年） | 18,838           | 9,475            | [ * 30 ] |
| 2020年（令和02年） | 11,546           | 5,844            | [ * 31 ] |
| 2021年（令和03年） | 13,737           |                  |          |
| 2022年（令和04年） | 16,262           |                  |          |
| 2023年（令和05年） | 17,087           |                  |          |
| 2024年（令和06年） | 17,596           |                  |          |

## 駅周辺

### 北口
- 西永福北口商店街：商店街内は平日朝夕は「通勤通学道路」・「お買い物道路」として自動車の通行が禁じられている。急行停車駅である永福町駅からの距離が短く急行電車と各駅停車の通過タイミングが短い上（踏切遮断機が長時間閉まったままになりやすい）、商店街の道幅が狭く昼間でも買い物客や学生の往来が多いため自動車の離合は困難である。
- 大宮八幡宮：年末年始や大宮八幡宮縁日には参拝客で混雑する。
- 和田堀公園
- 善福寺川緑地
- 杉並区立郷土博物館
- 白井・具志堅スポーツジム：WBA第3代ライトフライ級王者の具志堅用高が会長を務める。
- 焼肉mokumoku
- 高千穂大学
- サミット本社
- サミットストア 西永福店
- 杉並南郵便局
  - ゆうちょ銀行杉並店
- 杉並西永福郵便局
- 杉並区立永福図書館

### 南口
南側は京王が開発した分譲地であり、閑静な住宅街が広がる。

## バス路線
駅前に路線バスは乗り入れていない。最寄バス停は北に徒歩数分の井ノ頭通りにある「西永福」であり、商店街を通る必要がある。
西永福
- 京王バス・関東バス
  - 井ノ頭通り・東方向
    - 宿33・新02・高45・中71・永70・永72・鷹64（出入庫系統）・030・すぎ丸 - 永福町行（京王）
    - 新02・高45 - 永福町行（関東）

  - 井ノ頭通り・西方向
    - 中71 - 中野駅行（京王）
    - 永70 - 佼成会聖堂前行（京王）
    - 永72 - 杏林大学杉並病院行（京王）
    - 鷹64（出入庫系統） - 久我山駅行（京王）

## フィクションへの登場
駅周辺は桂正和の漫画『I"s』の舞台となった。原作・OVA・ゲームソフトの全てに当駅が何度も登場する。
その他のテレビドラマ・映画での駅のシーンに使用されることも多く、京王電鉄公式サイトでの撮影実績にも多く掲載されている。

## 隣の駅
京王電鉄
 井の頭線
■急行
通過
■各駅停車
永福町駅 (IN09) - 西永福駅 (IN10) - 浜田山駅 (IN11)